# Пам'ятник Абаю Кунанбаєву (Алмати)
Пам'ятник Аба́ю Кунанба́єву — пам'ятник, установлений на площі Абая в Алмати в 1960 році. Автори: скульптор Х. І. Науризбаєв, архітектор І. Й. Бєлоцерковський.

## Опис
Загальна висота монумента — 13 м. Скульптура відлита з бронзи. Форма постаменту — трапецієподібна, виконана з червоного граніту. Фігура Абая — в русі. У лівій зігнутій руці він тримає книгу, а правою притримує поли накинутого на плечі чапана. Голова мислителя виконана об'ємно. Особі надано вираз задуму, погляд спрямований у майбутнє. Філософську налаштованість поета, непересічність його особистості підкреслює монументальність постаті, цілісність пластичного розв'язання пам'ятника.

## Створення
На початку 1950-х років оголосили конкурс на пам'ятник Абаю в Алма-Аті. Його скульптор Хакімжан Науризбаєв розповідав:
|  | Пам'ятник планували відкрити до 1954 року, коли відзначалося п'ятдесятиріччя від дня смерті Абая. Тоді ж було оголошено конкурс на найкращий образ Абая. Я взяв участь у ньому, і мої роботи сподобалися. Одну з них поставили в оперному театрі. Нині вона кудись зникла. Навіть не можу сказати де вона. |

Проте пам'ятник вирішили поставити лише 1960 року — з нагоди 115-річчя від дня народження Абая. Претендентів було багато, але створювати монумент доручили Науризбаєву. Оскільки пам'ятник Абаю мав стати першим монументом міста, постало питання, де знайти майстерні, у яких можна було зробити пам'ятник загальною висотою 13,7 м..
|  | Я пригледів механічні майстерні при сільськогосподарському інституті. Там мені виділили щось на кшталт тамбура. Тамбур був вузенький, але з високою стелею. Робітники майстерень називали цей простір «діжкою». Коли пам'ятник був готовий, вони мені сказали, що пишаються тим фактом, що Абай був створений у їхній «діжці». |

Перед початком роботи скульптор їздив на батьківщину Абая, спілкувався з місцевими аксакалами, після повернення до Алма-Ати звернувся до Академії наук із проханням порекомендувати йому консультанта. Йому рекомендували родича Абая, письменника Мухтара Ауезова, який погодився консультувати Науризбаєва. Щоранку по дорозі на роботу скульптор заходив до Ауезова в будинок, де зараз розташований будинок-музей Ауезова.
Письменник майже щодня приходив до механічних майстерень разом з іншими письменниками, художниками, гостями з інших республік. Через тісноту приміщення всього Абая розглянути було неможливо, Ауезов схвально кивав і казав, що все добре. Коли роботу над пам'ятником закінчили, його транспортували у двір майстерень. Приїхали фахівці з ленінградського заводу «Монумент-скульптура», де повинні були відливати пам'ятник із бронзи, і готувалися його забрати. Скульптор зателефонував Ауезову, і той прийшов, як завжди, зі своїми гостями. Цього разу письменник різко розкритикував усю роботу, побачивши її цілком. Науризбаєв сильно засмутився, приблизно через десять днів він доробив роботу і знову запросив Ауезова. «Ось це — Абай» — сказав письменник.